# Hot House
Hot House är ett musikalbum från 2012 med pianisten Chick Corea och vibrafonisten Gary Burton. Albumet spelades in i Mad Hatter Studio East (spår 1–9) och i Avatar Studios (spår 10), New York.

## Låtlista
1. Can't We Be Friends (Paul James/Kay Swift) – 7:26
2. Eleanor Rigby (John Lennon/Paul McCartney) – 7:01
3. Chega de Saudade (Antônio Carlos Jobim/Vinícius de Moraes) – 10:46
4. Time Remembered (Bill Evans) – 6:13
5. Hot House (Tadd Dameron) – 3:54
6. Strange Meadow Lark (Dave Brubeck) – 7:05
7. Light Blue (Thelonious Monk) – 6:04
8. Once I Loved (Antônio Carlos Jobim/Vinícius de Moraes) – 7:22
9. My Ship ( Kurt Weill/Ira Gershwin) – 11:53
10. Mozart Goes Dancing (Chick Corea) – 7:13

## Medverkande
- Chick Corea – piano
- Gary Burton – vibrafon
- Harlem String Quartet (spår 10)
  - Ilmar Gavilan, Melissa White – violin
  - Juan Miguel Hernandez – viola
  - Paul Wiancko – cello